# 歐洲台灣協會聯合會
歐洲台灣協會聯合會（European Federation of Taiwanese Associations），簡稱歐台會或是EFTA，成立於1971年10月3日，是身在歐洲各國的台灣人同鄉會組成的聯合會。宗旨是增進鄉誼、互相合作、持續關懷台灣發展與走向。現任理事長在德國生活的謝偉群。

## 發表
歐台會聲明為歐洲台灣協會聯合會的正式對外聲明, 主要針對政治, 社會之時事所發表的評論.
- 2006-05-18: 歐台會聲援三一八遊行[4]
- 2006-06-09: 政爭奪權 歐台會譴責[5]

- 2017年7月，《國家地理雜誌》在2017年版的「世界最佳百大旅遊地點」中將台灣列入，卻被民眾發現後面被標註「中國（China）」。歐洲台灣協會會長傅佩芬表示，第一時間就響應要求該雜誌為台灣正名，並建議國家地理雜誌的編輯不妨試著使用中國簽證入境台灣看可行否[6]。

## 成員
- 奧地利台灣協會
- 比利時台灣協會
- 德國台灣協會總會 （页面存档备份，存于）(前身：德國台灣同鄉會)
- 德國中南區台灣協會
- 德國北區台灣協會
- 德國西區台灣協會
- 德國柏林區台灣協會
- 英國台灣協會
- 法國台灣協會聯合會
- 荷蘭台灣協會
- 義大利台灣協會
- 瑞士台灣協會
- 瑞典臺灣協會

## 各年年會
| 屆份 | 年份   | 日期              | 地點                                             |
| ---- | ------ | ----------------- | ------------------------------------------------ |
| 49   | 2019年 | 9月13日 - 9月15日 | 德國美茵茲                                       |
| 39   | 2009年 | 8月21日－8月23日  | 奧地利維也納 – Austria Trend Eventhotel Pyramide |
| 38   | 2008年 | 10月3日－10月5日  | 德國法蘭克福美因河畔奧芬巴赫                     |
| 37   | 2007年 | 7月20日－7月22日  | 義大利羅馬近郊 FIUGGI – Silva Hotel Splendid     |
| 36   | 2006年 | 7月21日－7月23日  | 比利時                                           |

## 外部連結
- 歐洲台灣協會聯合會 （页面存档备份，存于）
- 宣傳短片 （页面存档备份，存于）